# Illa Grossa
L'Illa Grossa o Columbret Gran és la principal illa de l'arxipèlag dels Columbrets, amb una superfície de 14 hectàrees. És l'única illa habitable de l'arxipèlag, ja que les altres són illots rocallosos. És utilitzada com a base de barques pesqueres de la zona, especialment dels ports de Vinaròs, Benicarló, Peníscola, el Grau de Castelló i Borriana. També va servir històricament de refugi a pirates i contrabandistes.

## Geografia
La intensa activitat geològica va donar lloc al sorgiment del con volcànic característic de l'illa, originada durant quatre episodis volcànics de magmatisme alcalí fa entre 1 i 0,3 milions d'anys. La mitja lluna s'ha anat formant a base d'erupcions volcàniques successives, que van anar desplaçant el cràter volcànic lleugerament. El cercle està parcialment tancat també pels illots Mancolibre, La Senyoreta, el Mascarat i el menut Trenca Timons. L'illa està associada a un procés de rifting actiu des del Miocè inferior.
Està formada per diversos cràters encadenats, que donaren com a resultat una mena de mitja el·lipsi d'aproximadament 1 km de diàmetre, que té dues elevacions principals o colines unides per les restes d'un cràter. L'elevació de més altura, situada al nord de l'illa, rep el nom de Mont Colibrí o Colibre. D'altra banda, la plataforma que queda a la part central s'anomena Port Tofiño, en honor de l'almirall Vicente Tofiño de San Miguel, que va cartografiar els Columbrets per primera volta. Des d'aquest punt ixen els dos camins que recorren l'illa, l'un cap al far i l'altre cap a una capella dedicada a la Verge del Carme i un menut cementiri, que conté 11 tombes on estan enterrats els faroners i els seus familiars morts durant la seua estada a l'illa.
La seua forma de ferradura o mitja lluna va fer que des d'antic fos utilitzat com a port natural. Port Tofiño té 30 metres d'amplada en el centre i uns 45 fora de la boca, i constitueix l'únic port de les Illes Columbretes gràcies a les condicions de refugi que proporciona la forma de mitja lluna de l'Illa Grossa, però tot i això només pot oferir abric quan el vent bufa de l'oest, i és complicat eixir del port si els vents venen del nord-est. Així, les embarcacions només poden romandre dins el port quan el vent bufa de sud-est, sud, sud-oest i oest. Per contra, si els vents procedeixen del nord-oest, nord, nord-est i est, els vaixells no poden romandre a Port Tofiño i han de refugiar-se al sud de l'illa.

## Història
Al segle xix es va incendiar l'illa per tal de liquidar-ne les serps. El desembre de 1859 s'hi va instal·lar un far en un extrem, que va mantenir una població de faroners fins al 1975, l'any en què el far, de 67 m d'altitud –el punt més alt de l'arxipèlag–, es va automatitzar. Des de 1975 fins a l'actualitat, està habitat només per personal dels serveis de vigilància, establerts per la Generalitat Valenciana des del 1987. Així mateix, diverses empreses organitzen visites en vaixell a l'illa i immersions de submarinisme.

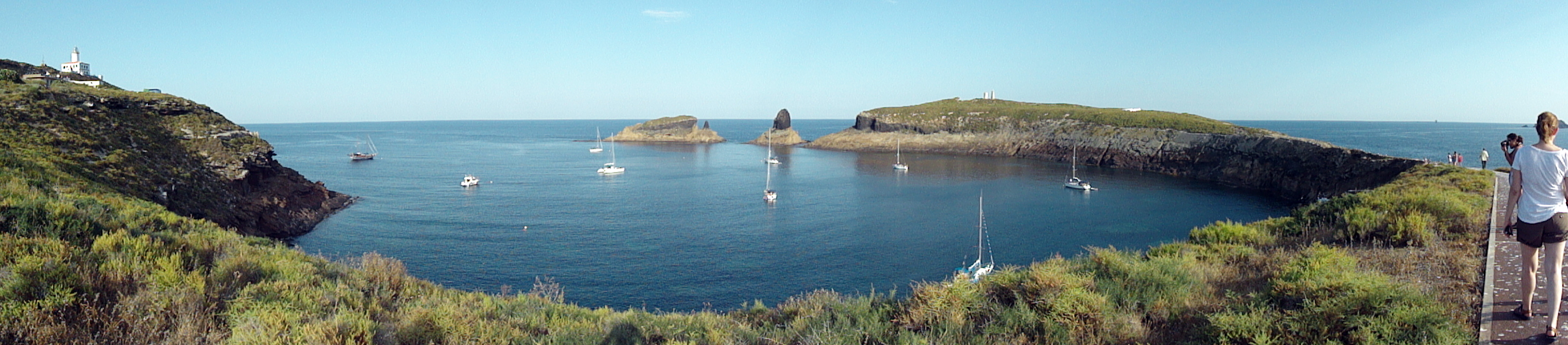
Vista panoràmica de la badia de l'Illa Grossa, amb els illots del Mancolibre (esquerra) i el Mascarat (dreta) al fons

## Fauna
L'illa és famosa pel fet d'albergar una nombrosa població de sargantanes, la sargantana dels Columbrets, Podarcis atrata, l'únic vertebrat endèmic del País Valencià. Només en aquesta illa en vivien a les darreries de l'any 2006 25.000 exemplars, tot i que actualment es discuteix si aquesta espècie és endèmica dels Columbrets, ja que s'han trobat exemplars de genètica molt semblant al nord i nord-est de la península Ibèrica.
També guarda exemplars d'espècies en perill d'extinció, com el falcó marí i la gavina corsa.